# 站台伸缩踏板

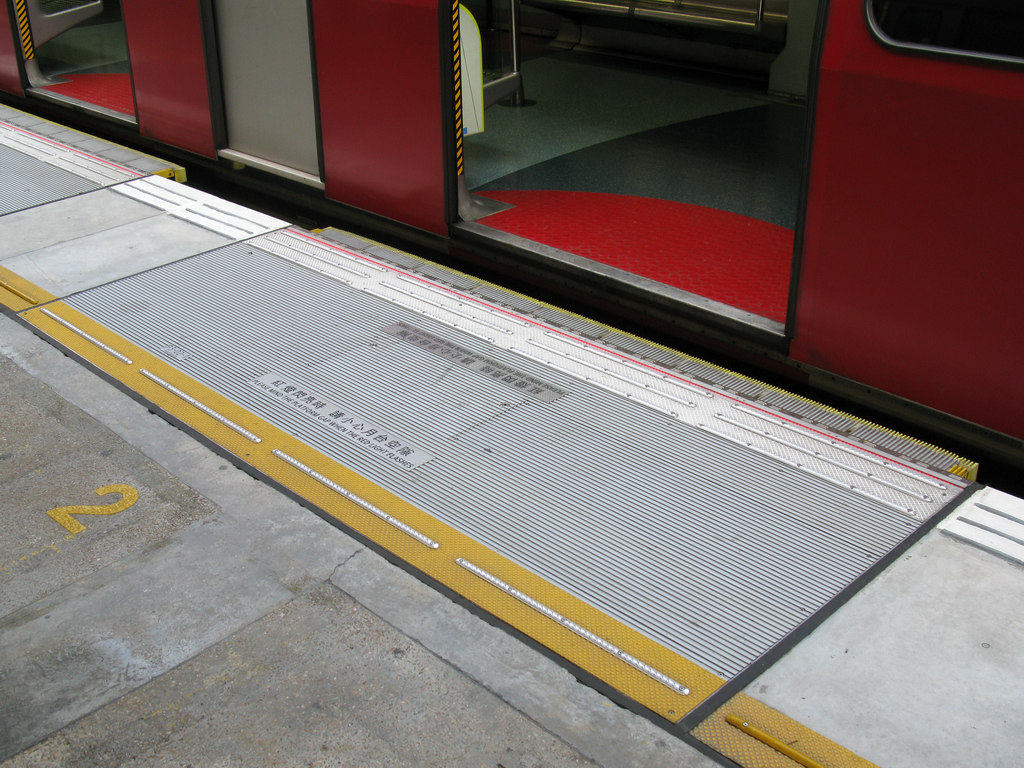
裝設於港鐵羅湖站3號月台並在試用中的月台伸縮踏板

機械式自動伸縮月台踏板（简称站台伸缩踏板，又稱站台伸缩门槛，英語：、或）是指安装在鐵路車站或地铁站月台边缘，當列車到達時，踏板便會自動伸出以填補月台與車廂之間的空隙，列车关门后踏板便自动缩回的一种机械装置。
其裝配目的是為了防止乘客在上下列車時踩到列車與站台之間的空隙將脚卡住甚至墮下路軌受傷。某些車站（例如旺角東站）的設計為非直线月台，会造成月台與車廂之間的空隙比直线月台要大，安装此装置后可供乘客上下列車時填补空隙，以減低乘客發生意外的概率。

## 香港

### 初步研究
在兩鐵合併前，前九鐵公司期望東鐵線加建月台閘門，但由於東鐵（即現時東鐵綫）部份開放式的車站月台（如大學站）彎度過大及空隙較大，若事先加設月台幕門或月台閘門，乘客可能會因月台闸门阻碍视线而誤墮縫隙或被困於幕門或閘門與月台邊緣之間的空間，所以須先加設伸縮板，才考慮安裝月台閘門。但有關計劃工程至兩鐵合併後初期亦一直遙遙無期。

### 開放試用
直至2008年初，港鐵開始研究有關伸縮踏板工程，並以東鐵綫的羅湖站作為月台伸縮板的試點，有關工程已完成裝設，並於2009年4月14日至5月25日及同年8月21日至10月15日試用，期間列車抵達車站時，需要額外時間15-20秒，因此列車大可能因被延遲而影響乘客及班次。不過，若效果得以改善的話方能在其地空隙較闊的車站加建伸縮板後再興建月台閘門。
其後，伸縮板一直被閒置，至月台加固工程時被拆去。

### 招標購買
2014年9月，港鐵就沙中綫二期安裝月台幕門及東鐵綫加裝月台閘門工程進行招標前的資格預審，工程範圍同時包括了為部份東鐵綫車站加建月台伸縮板，羅湖、大學及旺角東站會合共加建約140個伸縮板。

## 紐約

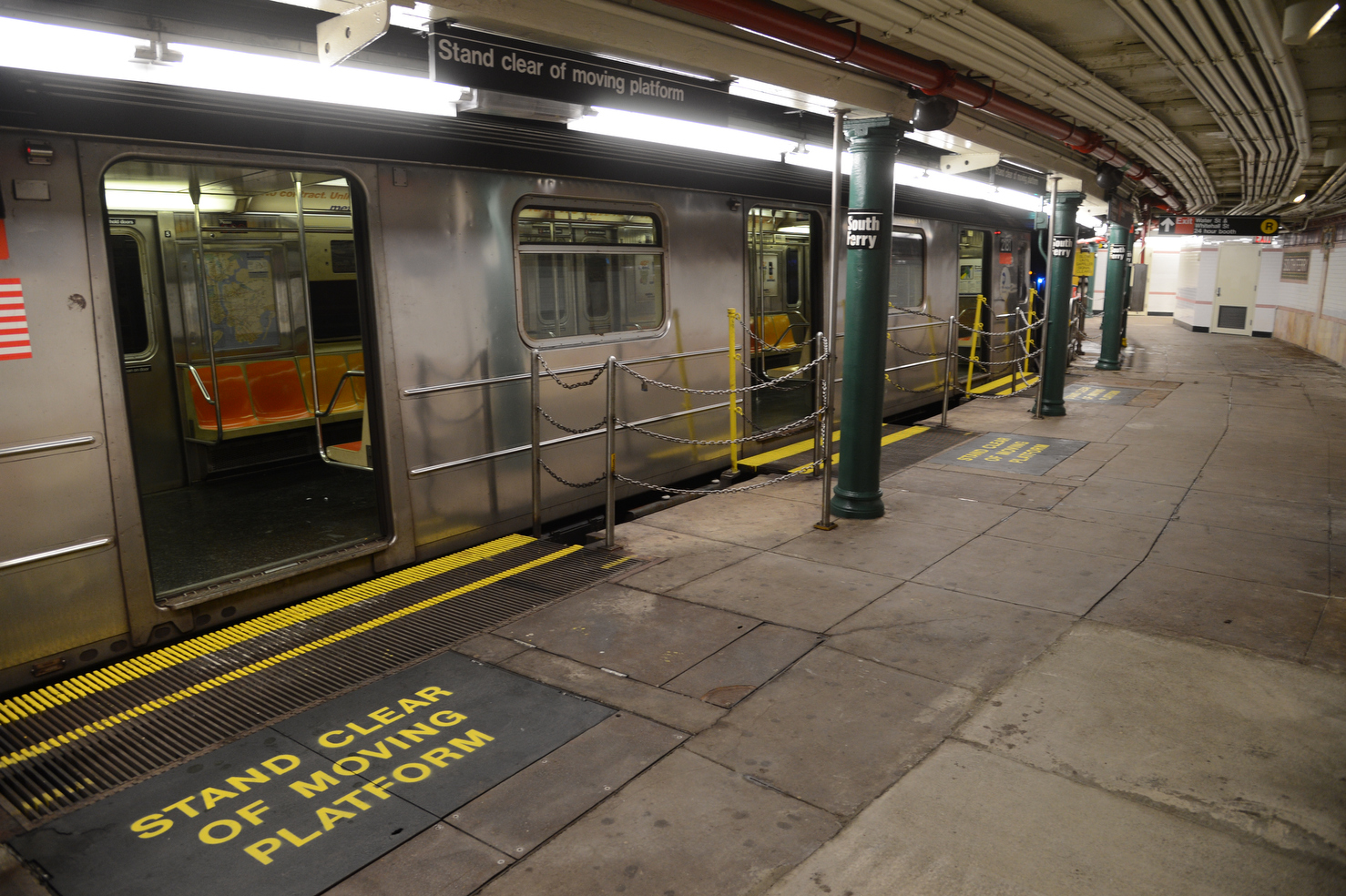
南碼頭-白廳街車站IRT百老匯-第七大道線舊月台的月台伸縮踏板

在紐約地鐵系統裡，原本有四個車站有月台伸縮踏板。他們是南碼頭-白廳街車站IRT百老匯-第七大道線舊月台、14街-聯合廣場車站IRT萊辛頓大道線月台、布魯克林大橋-市政府／錢伯斯街車站IRT萊辛頓大道線月台和時報廣場-42街車站紐約地鐵42街接駁線月台。布魯克林橋-市政府車站IRT萊辛頓大道線月台快車月台南端原有月台伸縮踏板，延伸北端月台後就停止使用。而南碼頭-白廳街車站IRT百老匯-第七大道線舊月台本來在新月台啟用後停用，但是颶風桑迪吹襲紐約市時嚴重破壞新月台，需要重啟舊月台至新月台完全修復為止。

## 外部連結
- 紐約地鐵South Ferry站的月台伸縮踏板 （页面存档备份，存于）
- 立會譴責港鐵延期建月台幕門 - 六點半新聞報道 2008年11月21日[永久]